# Musée du volcan Aso
Le musée du volcan Aso (阿蘇火山博物館, Aso-kazan Hakubutsukan) est un musée volcanologique japonais. Situé dans le parc national Aso-Kujû à Kusasenri, dans la préfecture de Kumamoto, près du mont Aso, le plus grand volcan actif du pays.
Le musée sert de centre de recherche, de lutte contre les catastrophes, d'études de la culture et du tourisme de la région.
En plus d'informations sur l'activité volcanique du mont Aso -avec notamment 2 caméras filmant en temps réel l'intérieur du cratère du Nakadake et pouvant être téléguidées par les visiteurs - il présente des éléments géologiques, géographique ainsi que sur la faune, la flore ou encore l'histoire et la culture de la région. Il présente également d'autre volcans du Japon et dans le monde.
Des ateliers d'étude du volcan ou d'autres programmes peuvent être organisés par l'équipe du musée sous la supervision des conservateur et chercheurs.
Heures d'ouverture : tous les jours de 9h00 à 17h00 (dernière admission 16h30). La majorité des informations sont en japonais, avec quelques traduction en anglais.

## Source
- (en) Cet article est partiellement ou en totalité issu de l’article de Wikipédia en anglais intitulé « Aso Volcano  Museum » (voir la liste des auteurs).

"Aso Volcano Museum" feuillet d'information du musée
1. ↑  feuillet d'information du "Aso Volcano Museum" distribué aux visiteurs ; en anglais